# Charles Assalé
Pour les articles homonymes, voir Assalé.
Charles Assalé, né le 4 novembre 1911 à Mefo (Ebolowa), mort le 10 décembre 1999 à Yaoundé, était un homme d'État camerounais. Charles Assale a été le pionnier du mouvement nationaliste camerounais. Il  a créé l’UPC (Union des Populations du Cameroun) le 10 avril 1948. Il fut Premier ministre de la république du Cameroun, nouvellement indépendante, du 14 mai 1960 au 1er octobre 1961, puis Premier ministre de l'État fédéré du Cameroun oriental du 1er octobre 1961 au 11 juin 1965.

## Biographie
- 4 novembre 1911 : Naissance de Charles Assalé Mbiam[1], fils de Mbiam Abossolo,il est originaire de Mefo petit village du clan Yessok(Ebolowa) et de Zongo Medjo,de la tribu Ngoé du village Ondondo. À la mort de ses parents, il fut confié à sa tante puis à sa grand-mère,originaire du Nord du Gabon. Son séjour à Ondodo Ngoé permit au jeune Assalé de s'initier aux rites et tradition bulu. Vers 1922, il fut inscrit à l'école de la mission presbytérienne américaine à Nkonemekak (Efoulan).
- École normale d'instituteurs de Foulassi (dépendant de la branche missionnaire de l'Église presbytérienne aux États-Unis d'Amérique).
- École des infirmiers et infirmieres d'Ayos. Il est major de la première promotion.
- Dans les années 1940, il assiste à des réunions du Cercle d’études marxistes – fondé par l'instituteur et syndicaliste français Gaston Donnat – où il est sensibilisé à l'anticolonialisme. Il y côtoie notamment Ruben Um Nyobe et Jacques Ngom, qui deviendra le principal animateur du syndicalisme camerounais dans les années 1950[2].
- Décembre 1944-juillet 1945, il devient le premier président de l'union des syndicats confédérés du Cameroun dès sa création.
- 1946-1947, il est délégué à l'Assemblée représentative du Cameroun.
- 1948 : cofondateur de l'UPC (Union des populations du Cameroun)
- Il rompt avec les indépendantistes en mai 1950 et se rallie à l'administration coloniale, ce qui lui permet d'obtenir un siège à l'Assemblée du Cameroun[2].
- 20 février 1958 - 10 septembre 1959 : Ministre des Finances. Dans sa correspondance, il indique que « Si j'ai aujourd'hui la responsabilité du ministère des Finances, je le dois entièrement à mon propre changement d'attitude envers mon adversaire politique, M. Ahidjo. [...] Je lui ai demandé pardon[2]. »
- 14 mai 1960 : Nommé Premier ministre de la république du Cameroun. Le pouvoir est néanmoins surtout exercé par les « conseillers » français présents auprès de chaque ministre. Abel Eyinga, alors assistant du Premier ministre, rapporte cette anecdote : attendant Charles Assalé dans l'antichambre de son bureau, il perçoit des cris, « j'entendais quelqu'un se faire engueuler par un homme qui parlait comme le patron. Au bout d'un moment, cet homme est sorti, c'était M. Schmuck, le conseiller technique français au Premier ministère. Cinq minutes après, en entrant, je n'ai trouvé qu'Assalé. C'est donc lui qui se faisait engueuler ! C'est une scène qui m'a vraiment refroidi. Le Premier ministre lui-même avait un peu honte de cette situation. Les relations, c'était comme ça : les patrons ; c'était les conseillers techniques[2]. »
- Le gouvernement français intervient directement pour éponger ses dettes (notamment 13 millions de francs CFA à la suite d'un investissement hasardeux dans une société de production de cacao). Le Premier ministre Michel Debré souligne en effet que « Nous avons tout intérêt à ce que l'équipe actuelle de dirigeants camerounais soit maintenue en place »[2].
- 11 juin 1965 : Démission de ses fonctions ;
- 13 juin 1970 - 10 décembre 1999 : Appelé à occuper les fonctions d’ambassadeur itinérant à la Présidence de la République, poste qu’il occupera jusqu’à sa mort, survenue le 10 décembre 1999.